# ヴィクトル・ベレンコ
ヴィクトル・イヴァーノヴィチ・ベレンコ（ロシア語: Виктор Иванович Беленко, 英語: Viktor Ivanovich Belenko, 1947年2月15日 - 2023年9月24日）は、ソビエト連邦の国土防空軍軍人。
1976年（昭和51年）9月6日に当時のソ連の最新鋭機MiG-25に搭乗し、アメリカ合衆国への政治亡命を目的に日本に飛来、函館空港に強行着陸したこと（ベレンコ中尉亡命事件）で知られる。

## 来歴・人物

### 生い立ち
ヴィクトル・ベレンコはナリチクの軍人の家庭に生まれた。父は陸軍の軍曹で、第二次世界大戦中はパルチザンとして活躍したこともあった。ベレンコが2歳の時に両親が離婚し、当初は父の故郷であるドンバス、後にシベリアに移住した。その後父は2児をもつ女性と再婚したが、以後ベレンコは継母から食事内容を差別されるといった陰湿な嫌がらせを受ける過酷な少年時代を送る。家庭に安らぎを得ることに絶望したベレンコは、強靭な肉体と優秀な頭脳を培うことで将来その逆境を覆すことを期したという。

### 防空軍へ

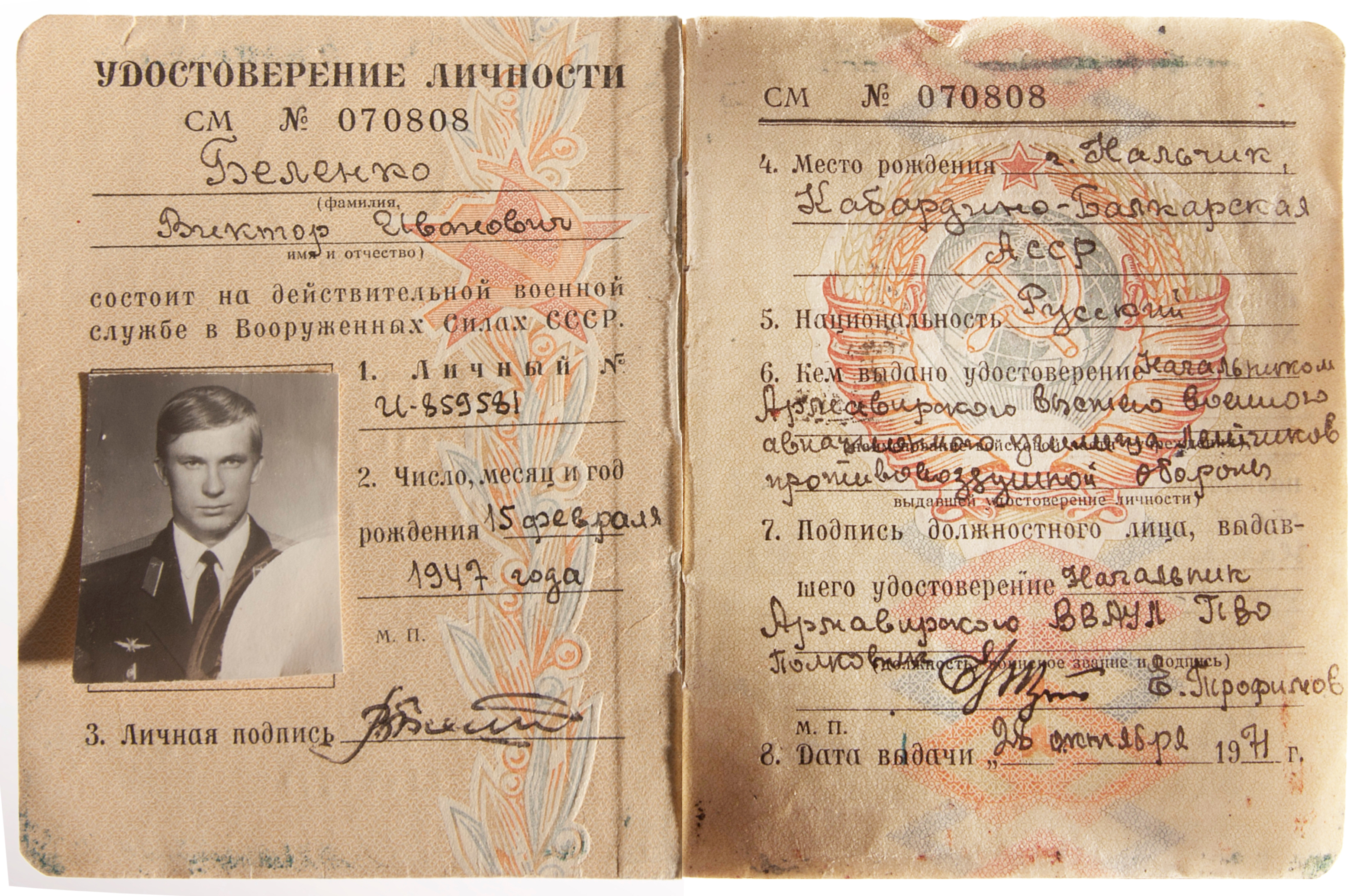
ベレンコのソ連空軍時代の身分証明書

中等学校時代には航空クラブに所属し、兵役召集後にアルマヴィル高等軍事航空飛行士学校に入校した。同校では ミコヤンMiG-19やMiG-21の操縦を習熟し、戦闘航空隊の道を歩んだ。
その後防空軍スタヴロポリ高等軍事航空飛行士・航法士学校に配属され教官となったが、やがて軍内部の堕落と不正の横行に業を煮やしたベレンコはその現状を上官に訴え、第一線部隊への転属を上申した。しかしこうした惨状が公になることを恐れた上官は、ベレンコを軍規違反を理由に拘禁し独房に送った。
結局ベレンコは同情的な軍医の助言もあって拘禁を解かれ、その後沿海地方チュグエフカ基地、防空軍第513戦闘航空連隊に配属され、防空航空隊飛行要員戦闘使用・再教育センターの訓練課程を修了、ソビエト連邦共産党に入党している。

### 亡命
この連隊がベレンコの最後の任地となった。やがて劣悪な生活環境や軍内部の不正の横行、そして家庭では浪費家の妻との不和など様々な条件が重なり、29歳のベレンコはいよいよ祖国に見切りをつけて、アメリカへの亡命を目指した入念な計画を練り始める。
そして1976年9月6日、訓練飛行で機体番号31のMiG-25Pを操縦することになったベレンコは、計画通り、飛行中に故障を装って編隊を離脱し、そのままソ連のレーダー網を約50mの低空飛行でかいくぐって日本海を一直線に横切り千歳基地（千歳空港）を目指した。しかし、燃料が残り僅かとなった事と厚い雲に阻まれたため進路を南に変え、函館空港に強行着陸した。
ベレンコは身柄を拘束された後にアメリカへの亡命を表明した。ただちにアメリカ亡命が認められたベレンコは、強行着陸の翌日に入間基地を経由し、東京水上警察に身柄を移された後、4日後東京羽田空港からノースウエスト機でアメリカに渡った。

### その後
亡命後しばらく、ベレンコは自身の安全確保のために氏名と居住地を頻繁に変えた。1980年、アメリカ合衆国議会はベレンコに対してアメリカ合衆国の市民権を与える議決を行い（S. 2961）、これを受けて10月14日にジミー・カーター大統領は私法96-62に署名し、ベレンコの市民権獲得が実現した。
1983年9月に大韓航空機撃墜事件が起こると、当時所用で国外にいたベレンコは緊急にアメリカ国内に呼び戻されて大韓機を撃墜したソ連の戦闘機飛行士の会話の鑑定や暗号解読にあたった。その後トム・クランシーが作家デビュー作『レッド・オクトーバーを追え!』を執筆する際に助言を与えてもいる。
やがてソ連が崩壊し冷戦が終結すると、1995年には所用でモスクワを訪れている。しかし翌1996年夏、サンクトペテルブルクの日刊紙『Smena』はロシア政府消息筋の確認情報として、ベレンコがアメリカ国内で交通事故により死亡したと大きく報じた。呆れたベレンコはこれを受ける形で同年11月、亡命20周年を契機に『Full Context』編集長カレン・リードストロムのインタビューに応じ、ソ連時代・亡命の動機とそれに至る動向・その後の人生などについてを詳細に語った。また小説家の辻仁成は亡命事件を扱った自著『世界は幻なんかじゃない』の中でベレンコとの対談を紹介している。
ベレンコはソ連時代に裕福な家の出の女性と結婚していたが、家事をほとんどせず金遣いが荒く、やがて不和となり、亡命直前には彼女の方から離婚を求められていた。日本への飛来後、ソ連側からの「奥さんが料理を作って待っている」とのメッセージを聞いて、妻がそんなことを言うはずがないと体制側の嘘を確信し、アメリカ亡命を決意したという。
亡命後はアメリカ人女性と結婚して2男をもうけたが、その後離婚している。ソ連時代の妻との間にも1男をもうけていたとされるが、ベレンコ自身が再婚後の息子に語ったところによると、これはソ連側の流した誤情報だという。
2023年9月24日、イリノイ州ローズバッドの老人ホームで、病気のため死去した。76歳没。